# Sparatoria al centro commerciale Westgate
La sparatoria al centro commerciale Westgate è stato un attentato terroristico accaduto nel settembre 2013 in Kenya.
Il 21 settembre 2013, dieci uomini armati non identificati hanno attaccato il lussuoso centro commerciale Westgate a Nairobi, uccidendo 63 persone e ferendone 175. Il gruppo militante islamista Al-Shabaab ha rivendicato la responsabilità dell'attacco, in linea con i loro avvertimenti seguenti l'Operazione Linda Nchi in Sudan nel 2011-2012.

## Fatti antecendenti
Una settimana prima dell'attacco, la polizia del Kenya ha dichiarato di aver interrotto nelle sue fasi finali la pianificazione di un grande attacco e di aver arrestato due persone con giubbotti a cuscinetti a sfera, granate e fucili d'assalto AK-47. I due sospetti erano in un quartiere di Nairobi dove risiedono immigrati somali. Una caccia all'uomo è stata lanciata anche per altri otto indagati.

## La sparatoria
Sabato 21 settembre 2013 alle ore 12 (ora locale, UTC +3), uomini armati con volto coperto hanno attaccato il centro commerciale Westgate nel quartiere Westlands di Nairobi, quando stava ospitando un giorno-eventi per bambini. Almeno 2 ore più tardi sono cominciati i combattimenti armati con i poliziotti. Un primo rapporto ha indicato che circa 80 persone sono rimaste intrappolate nel seminterrato, mentre la polizia scortava altri clienti cercando di catturare gli uomini armati.
Il segretario generale della Croce Rossa del Kenya Abbas Gullet ha dichiarato che i soccorritori non hanno potuto raggiungere alcuni dei punti cruciali nel centro commerciale. Rob Vanijk, un dipendente dell'ambasciata olandese, ha riferito che mentre stava pranzando in un ristorante è iniziato l'attacco con granate seguito poi da spari. Altri testimoni hanno detto che l'attacco è iniziato presso il salotto esterno di Artcaffe di fronte al centro commerciale.
Le ambulanze presenti nel centro commerciale hanno cominciato a soccorrere le prime vittime.
I rapporti hanno indicato la presenza di bambini feriti che sono stati scortati fuori dalle guardie di sicurezza trasportandoli con i carrelli. Un filmato della "TV Nation" ha mostrato decine di persone in fuga da un ingresso posteriore. Il corrispondente Marco Lui del giornale "Bloomberg" ha riportato un'intervista: "Abbiamo sentito un rumore al piano terra e la gente ha iniziato a preoccuparsi, quando è avvenuto il secondo scoppio la gente era in preda al panico".
Altri testimoni oculari hanno detto che oltre a granate, i militanti hanno utilizzato i fucili AK-47. Venti persone sono state salvate da un negozio di giocattoli al piano superiore, mentre una donna che scrive su Twitter con il nome di "Shirley Ghetto" si è nascosta sotto i materassi nel centro commerciale.
Quando le truppe dell'esercito del Kenya sono arrivate, hanno usato gas lacrimogeni per cercare di stanare gli attaccanti dal complesso del cinema.
Al calar della notte, il centro commerciale è rimasto chiuso al pubblico, mentre i servizi di sicurezza cercavano piano per piano gli uomini armati, che si credevano essere dentro con gli ostaggi. Il giorno dopo le sparatorie erano ancora in corso anche se sono stati rilasciati diversi ostaggi visibilmente scossi.

## Vittime
| Nazionalità       | Morti |
| ----------------- | ----- |
| Kenya             | 48    |
| Regno Unito       | 4     |
| India             | 3     |
| Canada            | 2     |
| Francia           | 2     |
| Australia         | 1     |
| Cina              | 1     |
| Ghana             | 1     |
| Paesi Bassi       | 1     |
| Perù              | 1     |
| Sudafrica         | 1     |
| Corea del Sud     | 1     |
| Trinidad e Tobago | 1     |
| Totale            | 67    |

## Autori
Un testimone oculare ha detto che gli aggressori avevano detto di lasciare i musulmani e mirare i non-musulmani. L'incidente segue dagli avvertimenti di Al-Shabaab alla fine del 2011 che avrebbe compiuto attacchi in Kenya come rappresaglia per l'Operazione Linda Nchi come parte di AMISOM. Ad altri è stato chiesto "chi è la madre del profeta? " per distinguere i musulmani dai non-musulmani.
Il Sergente Maggiore Frank Mugungu ha detto di aver visto quattro maschi e una femmina tra gli attentatori, tra cui un somalo, mentre altri potrebbero essere stati kenioti e di altre nazionalità. Testimoni affermano di aver sentito parlare arabo o somalo. Il Telegraph Sundey ha affermato di aver visto i documenti delle Nazioni Unite, che avvertivano il mese scorso di un "tentativo terroristico di larga scala". Dopo diverse ore, al-Shabaab ha rivendicato l'attentato. Secondo il Kenya Capital FM un attaccante è segnalato per essere sfuggito dopo che un testimone lo ha visto mescolarsi con le vittime mentre venivano salvati: "L'uomo è di origine araba, ha cambiato i suoi abiti al primo piano e ha lasciato il centro commerciale con le vittime mentre venivano salvati, quando l'ho visto al di fuori dell'edificio ho detto alla polizia questo è uno degli uomini armati, non hanno ascoltato la mia supplica, ma mi hanno chiesto di uscire".

## Reazioni
- Kenya. Il capo della polizia di Nairobi Benson Kibue ha definito l'accaduto un attacco "terroristico" e ha aggiunto che vi erano probabilmente non meno di 10 autori coinvolti.

Il Ministero dell'Interno ha pubblicato una dichiarazione che diceva: "Si tratta di una possibilità che si tratti di un attacco da parte di terroristi, così stiamo trattando la questione molto seriamente". Il senatore Billow Kerrow ha detto: "È troppo presto per sapere che tipo di persone sono, ma da quello che stiamo ottenendo, queste sono le persone che parlano in lingua swahili. Sono persone che sembrano sapere che cosa stanno facendo, sono più o meno organizzate. È davvero una cosa abbastanza scioccante perché da quello che stiamo ottenendo, non sono delinquenti comuni".

### Organismi sovranazionali
- Unione Africana. Il Presidente della Commissione dell'Unione Africana Nkosazana Dlamini-Zuma ha condannato gli "attacchi terroristici vili" in Kenya e ha ribadito l'impegno della UA di continuare a lavorare con gli Stati membri per combattere il terrorismo in tutto il continente, in particolare, ha sottolineato gli sforzi per combattere contro Al-Shabaab con la missione dell'Unione africana in Somalia. Il presidente ha espresso anche la solidarietà della UA con il governo e il popolo del Kenya.
- Unione europea. L'alto rappresentante dell'Unione per gli affari esteri e la politica di sicurezza Catherine Ashton, ha rilasciato una dichiarazione in cui esprime le condoglianze, a suo nome, per le persone colpite da attacco a Nairobi.
- Interpol. Il segretario generale Ronald Noble ha condannato con forza "l'assalto mortale nel centro commerciale Westgate di Nairobi da sospetti militanti di al-Shabab" e ha promesso pieno sostegno alle autorità del Kenya nella loro indagine, offrendo a schierare un team di risposta agli incidenti composto da funzionari specializzati, esperti di antiterrorismo, assistenti operativi e analisti.
- Organizzazione delle Nazioni Unite. L'ufficio stampa delle Nazioni Unite ha rilasciato una dichiarazione che diceva, a nome del Segretario Generale Ban Ki-moon, che "sta seguendo da vicino e con l'allarme" gli sviluppi e viene regolarmente informato dai suoi consiglieri. Ha parlato anche con il presidente del Kenya Uhuru Kenyatta e, secondo il comunicato, "ha anche offerto la sua solidarietà alle autorità keniote di gestire l'incidente". Il Consiglio di Sicurezza delle Nazioni Unite ha condannato l'attacco "nei termini più forti possibili" e chiamato sul Kenya notare che ogni risposta deve rispettare il diritto internazionale dei diritti umani.

### Stati
- Argentina. Il Ministero degli Affari Esteri ha fatto le sue "condoglianze al governo del Kenya, e soprattutto ai familiari delle vittime", ha rilasciato una dichiarazione che condanna l'"atto barbaro".
- Canada Il primo ministro Stephen Harper ha rilasciato una dichiarazione dicendo che "Il Canada condanna con la massima fermezza tale vile, atto odioso contro dei civili innocenti che erano semplicemente a fare la spesa." Il Ministro degli Esteri John Baird, il Ministro della Pubblica Sicurezza Steven Blaney e il Ministro dell'Immigrazione Chris Alexander hanno rilasciato una dichiarazione congiunta dicendo: "Ovviamente siamo devastati dall'attentato terroristico in Kenya. Al Shabab ha provocato il caos in questa parte del mondo per troppo tempo. Oltre alle decine di persone uccise e feriti siamo molto tristi di segnalare che abbiamo perso un diplomatico canadese e un altro canadese... le persone freddate in pieno giorno in un centro commerciale in un fine settimana è ovviamente una tragedia tremenda. Ovviamente quando si ha qualcuno che serve il proprio paese all'estero è abbastanza devastante e ci scuote nel profondo".
- Francia. Il presidente François Hollande ha detto che si è trattato di un "vile attacco". Due donne francesi sono state confermate per essere tra i morti.
- India Il portavoce del ministero degli Esteri Syed Akbaruddin ha criticato l'attacco e ha detto che l'India simpatizza pienamente con il Kenya ed estende il supporto al governo keniota. Ha anche detto che la missione indiana è fornire tutti gli aiuti medici a quattro cittadini indiani feriti in Kenya. Il primo ministro Manmohan Singh ha scritto una lettera al presidente del Kenya Uhuru Kenyatta, condannando l'attentato terroristico "atroce e senza senso". [ 25 ]
- Iran Il portavoce del Ministero degli Esteri Marziyeh Afkham ha fermamente condannato gli attacchi, e ha espresso simpatia dell'Iran al popolo del Kenya.
- Israele. Il portavoce Ministero degli Affari Esteri Ilana Stein ha detto che l'attacco ha avuto luogo vicino ma non dentro la Artcaffe di proprietà israeliana. Ha aggiunto che un israeliano è stato leggermente ferito e altri tre usciti illesi. Si tratta di una questione interna del Kenya. Questa organizzazione terroristica non si indirizzava verso gli israeliani".
- Somalia. Il Presidente Hassan Sheikh Mohamud ha condannato le uccisioni, definendole "atti crudeli contro i civili inermi" e ha promesso di "stare spalla a spalla con il Kenya".
- Sudafrica. Il governo del Sudafrica ha condannato l'attacco terroristico in Kenya e il presidente del Sudafrica Jacob Zuma ha espresso il suo shock e sgomento per l'attacco e anche la sua simpatia e il profondo cordoglio per tutte le persone colpite, tra cui un cittadino sudafricano. Ha dichiarato inoltre la decisione di continuare a sostenere gli sforzi del Kenya volti a mantenere la pace, la stabilità e la democrazia".
- Svezia. Il ministro degli Esteri Carl Bildt ha scritto su Twitter che è necessario "condannare con fermezza l'attacco terroristico a Nairobi e il colpevole deve essere assicurato alla giustizia".
- Regno Unito. Il primo ministro David Cameron ha dichiarato che "le forze di sicurezza keniote stavano portando la situazione sotto controllo" e ha trasmesso le sue sincere condoglianze.
- Stati Uniti - La Casa Bianca ha rilasciato una dichiarazione che diceva: "Gli Stati Uniti hanno offerto pieno sostegno al governo keniano per assicurare alla giustizia i responsabili di "questo atto odioso", secondo un comunicato diffuso dalla Casa Bianca per la Sicurezza Nazionale il portavoce del Consiglio Caitlin Hayden ha dichiarato: "Continueremo a stare con il popolo del Kenya nei loro sforzi per affrontare il terrorismo in tutte le sue forme, compresa la minaccia rappresentata da Al-Shabaab. Questo atto vile contro civili innocenti non scuote la nostra determinazione". Il Segretario di Stato John Kerry ha rilasciato una dichiarazione che diceva: "la strage terroristica di oggi di tanti innocenti è un ricordo straziante che esista il male indicibile nel nostro mondo che può distruggere la vita in un istante, attacchi di questo genere non può cambiare quello che siamo, un popolo impegnate per la pace e la giustizia per tutti, ma piuttosto devono riaffermare la nostra determinazione a contrastare l'estremismo e promuovere la tolleranza ovunque. Mentre ci prepariamo per portare i leader di tutto il mondo insieme alle Nazioni Unite la prossima settimana, ci ricorda ancora una volta nella tragedia della nostra comune umanità". La portavoce del Dipartimento di Stato Marie Harf ha detto che i suoi cittadini hanno riferito, tra i feriti e anche condannato l'"insensato atto di violenza".

## Organizzazioni politiche non statali
Al-Shabaab ha postato messaggi su Twitter, tra i quali alcuni recitava: "Gli attacchi sono solo la punizione per la vita dei musulmani innocenti sgusciate da getti keniani a Giuba Inferiore e nei campi profughi"; "Ciò che si assiste al #Westgate è giustizia retributiva per reati commessi dai propri militari, anche se in gran parte minuscola della natura"; " Dal nostro ultimo contatto, i mujaheddin all'interno del centro commerciale ha confermato a @HSM_Press che hanno ucciso più di 100 kenioti"; "Per molto tempo abbiamo mosso guerra contro il Kenya nella nostra terra, ora è il momento di spostare il campo di battaglia e di portare la guerra alla loro terra"; " L'attacco al #Westgate è solo una piccola frazione di quello che i musulmani in Somalia hanno dovuto sopportare per mano di invasori kenioti"; "Il governo keniano, tuttavia, fece orecchie da mercante ai nostri ripetuti avvertimenti e ha continuato a massacrare i musulmani innocenti in Somalia".